# Nakotcho-kutchin
Nakotcho-kutchin.- /"those who dwell on the flats,"/ pleme Athapaskan Indijanaca iz grupe Kutchin nastanjeno na donjem toku rijeke Mackenzie u Kanadi. Osgood ih (1934) naziva Mackenzie Flats Kutchin. Ostali nazivi su Loucheux, (Franklin, 1823), Mackenzie's River Louchioux (Ross) i Gens de la Grande Riviere, (također kod Rossa). Lovačko područje ovog plemena prostire se istočno od Mackenzie do Anderson Rivera, s karibuom kao glavnom lovinom. Brojno stanje, osim da su 1866. imali 50 muškaraca, nije poznato, pošto su popisivani s drugim plemenima.

## Vanjske poveznice
- Canadian Indian Tribe History -Nakotchokutchin  Arhivirana inačica izvorne stranice od 12. listopada 2009. (Wayback Machine)